# Peperomia pereneana
Peperomia pereneana är en pepparväxtart som beskrevs av William Trelease. Peperomia pereneana ingår i släktet peperomior, och familjen pepparväxter. Inga underarter finns listade i Catalogue of Life.